# Niur (Empat Lawang)
Niur is een bestuurslaag in het regentschap Empat Lawang van de provincie Zuid-Sumatra, Indonesië. Niur telt 970 inwoners (volkstelling 2010).